# Marcelly

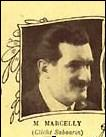
Foto von Marcelly aus dem Pathé-Katalog 1927

Marcelly (bürgerlich Marcel Jules Turmel; * 19. März 1882 in Petit-Couronne, Département Seine-Maritime; † 14. Februar 1966 in Sainte-Marguerite-sur-Mer, Département Seine-Maritime) war ein französischer Chansonsänger.

## Leben
Marcel Turmels Vater arbeitete beim Zoll, seine Mutter war Hausfrau. Mit 18 Jahren ging der junge Mann nach Paris, um dort sowohl seinen Militärdienst bei der Feuerwehr abzuleisten als auch eine musikalische Ausbildung am Konservatorium zu absolvieren. Unter dem Namen Marcelly begann er dann als Chansonsänger in verschiedenen Café-concerts aufzutreten. Er debütierte im Parisiana, sang dann für Abendgagen in den Buttes Chaumont und erhielt schließlich einen Fünfjahresvertrag in der Gaîté Rochechouart. Es folgten weitere Engagements in renommierten Music Halls. Zudem schloss Marcelly 1908 einen Exklusivvertrag mit der Plattenfirma Pathé ab, der ihn für 15 Jahre an sie band.
Im Oktober 1914, nach Beginn des Ersten Weltkriegs, wurde Marcelly zur französischen Armee eingezogen und nach einer Kriegsverletzung 1916 wieder entlassen. Er setzte nun seine Sängerkarriere in Paris fort. Seit 1918 ging er im Sommer auf zahlreiche große Tourneen, zunächst innerhalb Frankreichs (Toulouse, Brest, Grenoble, Marseille, Nîmes), später auch in Belgien, Nordafrika und Rumänien. Zudem nahm er kontinuierlich weitere Schallplatten für Pathé auf. Von seinen Einkünften konnte sich Marcelly eine Villa bei Cassis leisten. In den Sommermonaten trat er seitdem häufig in den Casinos der Côte d’Azur auf, in Cassis, La Ciotat und Bandol.
1928 heiratete Marcelly, die Ehe ging aber bald wieder auseinander. Nach seiner zweiten Heirat in Rouen beendete er 1932 seine Sängerkarriere. Er übernahm von seinem Onkel einen Malerbetrieb und sang nur noch gelegentlich bei gesellschaftlichen oder karitativen Anlässen.

## Werk
Marcelly hatte eine robuste Baritonstimme und ein sehr vielfältiges Repertoire, das vom Liebeslied bis zum patriotischen Chanson reichte. Er komponierte nie selbst, sondern sang die Repertoires einer Reihe anderer Chansonniers, unter anderem von Félix Mayol und Harry Fragson. Besonders seine Schallplattenaufnahmen waren sehr populär; 1926 enthielt der Pathé-Katalog nicht weniger als 198 Aufnahmen von Marcelly. Das Chanson Je cherche après Titine, später berühmt geworden durch Charlie Chaplins Interpretation in Moderne Zeiten, nahm er 1917 als erster auf Tonträger auf, seine Einspielung von La Madelon, des bekanntesten französischen Soldatenlieds des Ersten Weltkriegs, war ebenfalls die erste überhaupt.